# 双毛刺剑水蚤
双毛刺剑水蚤（学名：Acanthocyclops bisetosus）为剑水蚤科刺剑水蚤属的动物。分布于亚洲、欧洲、非洲、大洋洲、美洲以及中国大陆的黑龙江、新疆等地，分布于各种类型的水域中。